# Christiane Succab-Goldman
Christiane Succab-Goldman, née le 3 septembre 1948 en Guadeloupe, est une documentariste et journaliste française formée à l'école du cinéaste Chris Marker, qui a travaillé pour la télévision publique et privée française. Comme lui, elle a développé une réflexion sur la mémoire, le souvenir, la nostalgie du temps passé réinventé mais à jamais disparu.
Elle commence sa carrière comme journaliste puis devient cinéaste. Son œuvre porte en grande partie sur les thèmes de la mémoire, de l'histoire antillaise et de la condition noire.
En octobre 1979, après l'assassinat de son mari Pierre Goldman, ses amis réunissent une dizaine d'artistes pour six heures d'un concert de musique latino en soutien à elle et son nouveau-né Manuel Goldman, sous le chapiteau de l'hippodrome de Pantin. La grand-mère de l'enfant, Janine Sochaczewska, revient de Pologne l'aider et s'installer en France, où elle avait vécu deux décennies et dirigé la résistance immigrée dans la région lyonnaise.

## Origines et enfance
Christiane Succab-Goldman est née en Guadeloupe le 3 septembre 1948, dans une île où elle a été scolarisée jusqu'au lycée. Ses deux parents étaient instituteurs en Guadeloupe. La famille a passé une année scolaire en métropole, au milieu des années 1960.
Dans sa jeunesse, elle découvre l'île hispanophone toute proche de Cuba à travers le livre d'Ania Francos, grand reporter et romancière française engagée, écrit deux ans après l'arrivée au pouvoir de Fidel Castro et son ministre de l'Industrie Ernesto Che Guevara.
Elle acquiert le désir et la vocation d'alphabétiser les jeunes de Cuba, mais aussi celui de devenir reporter comme Ania Francos.

### Études et formation
Ses parents instituteurs viennent à Paris pour une année scolaire en 1965 alors qu'elle a 17 ans et est encore lycéenne, et que sa sœur aînée est étudiante à la Sorbonne. Elle repart ensuite avec ses parents en Guadeloupe, puis revient à Paris en octobre 1969, pour s'inscrire en licence d'espagnol à l'université de Censier.
Elle a une chambre d'étudiante en résidence universitaire et fréquente la communauté très active et solidaire des Antillais de Paris. Plusieurs d'entre eux, dont le docteur Numa, viennent d'être relaxés par la Cour de Sûreté de l'État, après une procédure éprouvante les accusant à tort d'avoir une responsabilité dans les émeutes de mai 1967 en Guadeloupe.
Elle devient ensuite élève de Chris Marker, réalisateur, écrivain, illustrateur, traducteur, photographe, éditeur, philosophe, essayiste, critique, poète et producteur de cinéma français.

## Carrière professionnelle

### Carrière de journaliste
Elle devient journaliste radio sur France Culture, où elle crée en 1983 Antipodes avec Daniel Maximin, première émission littéraire dirigée par des Antillais sur une chaîne nationale.
Depuis 1985, elle écrit et réalise des films documentaires dont la plupart portent sur les thèmes de la mémoire, de l'histoire antillaise et de la condition noire.

### Carrière de cinéaste documentariste
Le documentaire se révèle la passion de Christiane Succab-Goldman à partir de 1985. Elle a ainsi écrit et réalise des films documentaires, pour la plupart portant sur les thèmes de la mémoire, de l'histoire antillaise et de la condition noire.
Elle est l'auteure de la série documentaire Une Histoire de l'Outre-Mer, réalisée pour France 5
Plusieurs de ses films s'inscrivent dans ceux « qui s'impliquent dans les luttes ou reflètent une réalité différente », mentionnés par les experts au catalogue de Slon, société de production indépendante créée en 1968 après la production de deux films de Chris Marker (Loin du Vietnam et À bientôt, j'espère), devenue Iskra en 1974, selon Jean-Michel Carré, fondateur des Films Grain De Sable.
Elle a été marraine en 2006 du Festival régional et international du cinéma de Guadeloupe (Fémi), consacré à la création littéraire et cinématographique, créé en 1992 par Felly Sédécias et Patricia Lavidange, qui a pour vocation de montrer et diffuser des œuvres de qualité de la Caraïbe.

## Vie privée
Son premier mariage a eu lieu au tout début des années 1970, en Guadeloupe, et les époux n'ont pas eu d'enfant. Elle a épousé en secondes noces, à Fresnes le 17 août 1976, Pierre Goldman, diplômé d'une licence en philosophie. Son mari sera libéré de prison en octobre 1976, via une remise de peine pour bonne conduite après avoir purgé six ans pour trois hold-up sans envergure commis fin 1969. Il a en effet été acquitté d'une inculpation de meurtre, au terme d'un procès retentissant, grâce à un livre de la fin 1975 où il a démonté les mécanismes d'une erreur judiciaire, jugée à l'époque énorme par la presse de gauche comme de droite, car il avait été condamné en première instance à la perpétuité en 1974, sur fond de presse hostile les premiers jours, et sur la seule base de témoignages que le second procès jugera fragiles.
Elle a renoué avec Pierre Goldman, rencontré par des amis dès 1965 lors d'un séjour à Paris avec ses parents, puis en 1969 via des amis antillais, par une lettre en janvier 1975. Ils s'écrivent ensuite tous les jours et Goldman revient à l'amour de cette femme et de la culture antillaise. Dans son livre de l'automne 1975, il s'en épanche sur une quinzaine de pages, mais elle souhaite que la plus grande partie de ce passage n'y soit pas inclus. Elle a ensuite respecté la volonté de son futur mari qu'elle ne témoigne pas au second procès, pour la protéger.
De sa prison, il avait écrit « Je lui dis que nous aurions des enfants. Je pensais qu'ils ne seraient pas des juifs basanés au sang nègre, mais des nègres qui auraient du sang juif ».

## Vie publique
La cinéaste n'a pas souhaité devenir un personnage public et respecté le souhait de son mari de ne pas apparaitre à son procès, où sa déposition à la police n'a jamais été rendue publique, et bien quelle ait aidé à la relecture de son premier livre. Elle s'est dite à partir du millénaire suivant contrainte de rectifier des erreurs importantes,, dans deux publications parlant d'elle et refaisant le procès sans avocat de la défense. Dès 2005 elle qualifie le livre et documentaire de Michaël Prazan de « caricature vénéneuse et sans chair », pour ses « erreurs » et « mensonges si lourds, que je suis vraiment fière que nous ayons su, à ce point, protéger l'intimité que nous avons volée à la vie pour toujours » et « rapportant les hypothèses les plus contradictoires et surtout les plus malveillantes qui concourent à suggérer subtilement l'idée que Pierre Goldman n'avait pas volé son exécution » de 1979 .

### Tribune libre de juillet 2005 dansLibération
Près de trente ans après son mariage, elle a pris la parole en 2005 via une tribune libre dans Libération, pour dénoncer les erreurs et affabulations de l'auteur d'un livre qui s'apprêtait à diffuser un documentaire sur France 3.
À la suite de cette tribune, plusieurs témoins interviewés dans le documentaire demandent que leur témoignage soit retiré, en critiquant deux des chapitres du livre consacrés au procès de 1976, estimant, comme l'auteur de la tribune, qu'il se trompe en affirmant que l'alibi donné à Goldman au procès ne serait plus valable.

### Entretien d'octobre 2023 dansLe Monde
En 2023, elle accepte de donner un entretien publié dans Le Monde pour rappeler que les comptes rendus du second procès de son mari le montrent concentré et maître de lui alors que Le Procès Goldman, film de Cédric Kahn, vient de le présenter s'emportant dans le box des accusés.
Elle rappelle que le policier blessé dans le double meurtre pour lequel son mari a été innocenté par la justice, a obtenu qu'il lui doive 120 000 euros de dommages et intérêts puis une saisie sur les droits d'auteurs de son livre, le jeune avocat Georges Kiejman, dont c'était le premier procès au pénal, ayant déposé trop tard la requête pour que Goldman soit innocenté aussi au civil. Cet impair a immédiatement motivé son souhait d'en prendre un autre, exprimé dans une lettre à son ami de l'époque Francis Chouraqui qui l'a convaincu de renoncer, car il n'en avait plus le temps. Elle déplore que le film, dès sa première séquence donne une version tronquée de cette lettre en omettant son motif principal.
« Si je parle aujourd'hui, c'est qu'il y a eu des choses accumulées avec le temps, néfastes pour moi et ma famille », a-t-elle expliqué en dénonçant plus généralement et avec une colère accumulée depuis près de trois décennies « des rumeurs, des livres, des légendes sur Pierre, des propos rapportés qui n'ont jamais existé, des phrases de lui mal interprétées, des choses inventées, consciemment ou inconsciemment malveillantes, insupportables. »

## Filmographie

### En tant que réalisatrice
- 1986 : Ernest Léardée ou le roman de la biguine (59', 16 mm couleur - TF1)[5];
- 1991 : Contes de cyclones en septembre (65', 35 mm couleur - Arte - RFO)[5];
- 1995 : À Bamako, les femmes sont belles (65', Beta SP - Arte)[5];
- 1998 : Les Descendants de la nuit (63', Beta numérique 16/9e - Arte)[5];
- 2000 : Fureurs et silences, un conflit social en Martinique (65', Béta num. 16/9e - RFO)[5];
- 2003 : Nous, de ce pays bouleversé (Récits de Guyane). (80', Béta num. RFO)[5].